# Shotley Gate
Shotley Gate är en by i Suffolk, Östra England. Den har en pub. Orten har 1 532 invånare (2001).